# Acanthodelta schutzei
Acanthodelta schutzei là một loài bướm đêm trong họ Noctuidae.